# Melissa Mills
Melissa Ann Mills, född 26 december 1973 i Sydney, är en australisk vattenpolospelare. Hon deltog i den olympiska vattenpoloturneringen i Sydney som Australien vann. Mills gjorde fyra mål i turneringen. Ett av hennes mål var Australiens första mål i finalmatchen mot USA.